# Myorhynchonemertes striata
Myorhynchonemertes striata är en djurart som tillhör fylumet slemmaskar, och som först beskrevs av Schmarda 1859.  Myorhynchonemertes striata ingår i släktet Myorhynchonemertes, klassen Anopla, fylumet slemmaskar och riket djur. Inga underarter finns listade i Catalogue of Life.